# Albert Boime

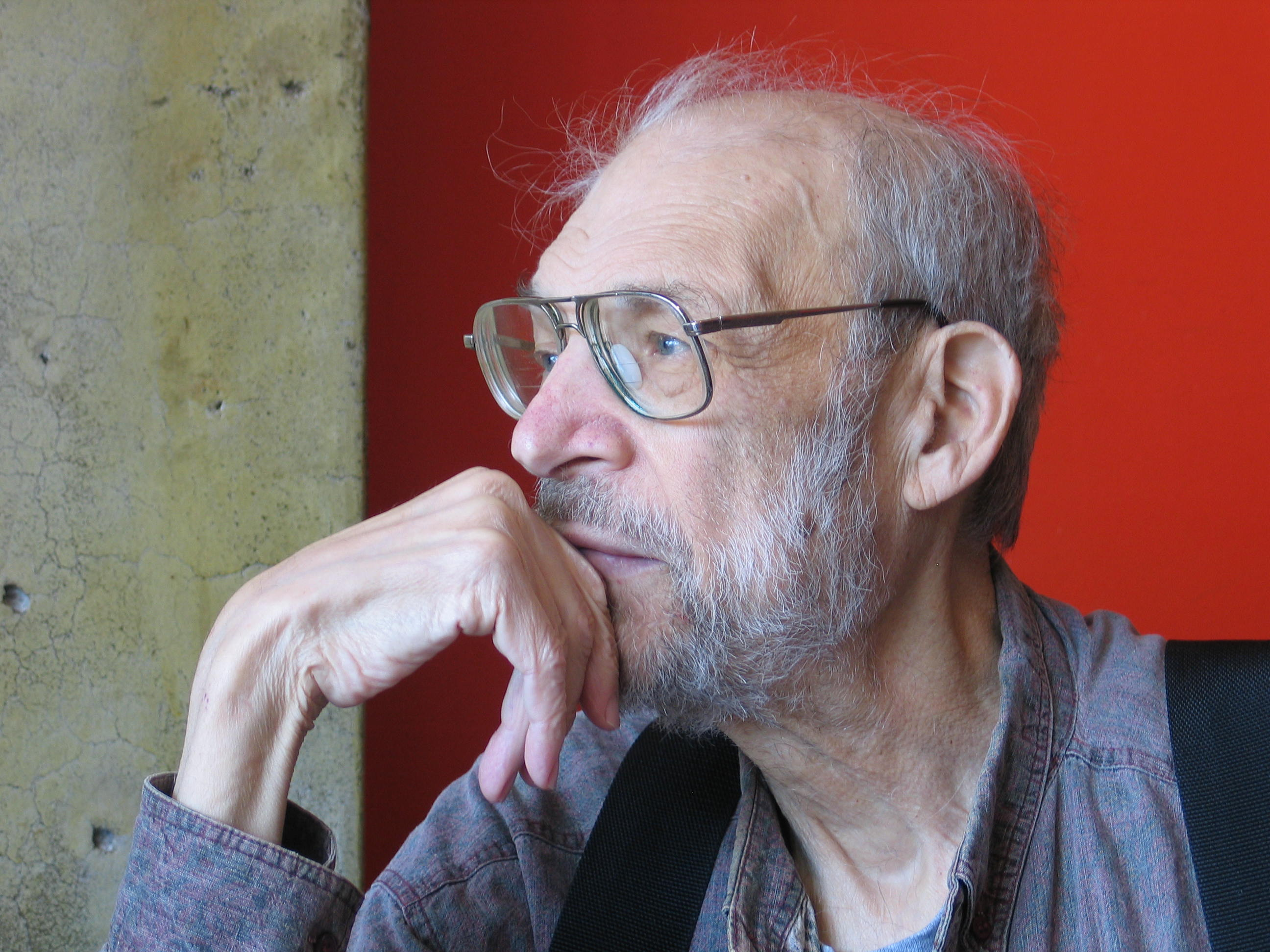
Albert Boime

Albert Boime (Sant Louis, 17 de março de 1933 - Los Angeles, 18 de outubro de 2008) foi um historiador de arte americano e autor de mais de 20 livros de história da arte e numerosos artigos acadêmicos. Ele foi professor de história da arte na Universidade da Califórnia, em Los Angeles, por três décadas, até sua morte.

## Escritos
Boime escreveu mais de 20 livros de história da arte, focando não apenas no estilo e na forma, mas usando um exame psicanalítico dos contextos sociais e políticos da arte, examinando como as obras de arte são representações da classe, economia, poder e estruturas sociais e raciais. atitudes que existem durante a sua criação.
Seu primeiro livro, The Academy and French Painting in the Nineteenth Century , publicado em 1971 pela Phaidon Press, examinou o papel não intencional da conservadora Académie des Beaux-Arts no desenvolvimento dos pintores do século XIX.  Em 1974, o crítico de arte e comentarista Hilton Kramer do The New York Times, chamou o livro de "o texto indispensável" para uma reconsideração dos méritos dos pintores do Salon, pois o livro demonstrava a teia de conexões na cultura e nas instituições de a época que afetou os gostos e aspirações artísticas da época.
Sua série de livros, The Social History of Modern Art , analisou a arte francesa de meados do século XVIII até o final do século XIX, fazendo conexões entre a arte e o tema com eventos históricos da época, como a Revolução Francesa e o governo de Napoleão Bonaparte. A série de quatro volumes e 3 000 páginas, publicada ao longo de um período de duas décadas pela University of Chicago Press, inclui Art in an Age of Revolution, 1750–1800 (1987); Art in an Age of Bonapartism, 1800–1815 (1990); Art in an Age of Counterrevolution, 1815–1848 (2004); e Art in an Age of Civil Struggle, 1848–1871 (2007).

## Publicações

### Livros selecionados
- The Birth of Abstract Romanticism: Art for a New Humanity: Rumi and the Paintings of Kamran Khavarani (2008), Sybil City Book Company. ISBN 978-0981673905
- Revelation of modernism Responses to Cultural Crises in Fin-de-Siècle Painting (2008), University of Missouri Press. ISBN 978-0826217806
- Art in the Age of Civil Struggle, 1848–1871 (2008), University of Chicago Press. ISBN 978-0226063287
- Art in an Age of Counterrevolution, 1815–1848 (2004), University of Chicago Press. ISBN 978-0226063379
- The Unveiling of the National Icons a Plea for Patriotic Iconoclasm in a Nationalist Era (1998), Cambridge University Press. ISBN 978-0521570671
- Violence and Utopia the Work of Jerome P. Boime (1996), University Press of America. ISBN 978-0761803249
- Art and the French Commune Imagining Paris after War and Revolution (1995), Princeton University Press. ISBN 978-0691015552
- The Odyssey of Jan Stussy in Black and White: Anxious Visions and Uncharted Dreams (1995), Jan Stussy Foundation.
- The Art of the Macchia and the Risorgimento Representing Culture and Nationalism in 19th-Century Italy (1993), University of Chicago Press. ISBN 978-0226063300
- The Art of Exclusion Representing Black People in the 19th-Century (1990), Smithsonian Institution Press. ISBN 978-0874742572
- Art in the Age of Bonapartism: 1800–1815 (1990), University of Chicago Press. ISBN 978-0226063355
- Hollow Icons the Politics of Sculpture in Nineteenth Century France (1987), Kent State University Press. ISBN 978-0873383462
- Art in the Age of Revolution, 1750–1800 (1987), University of Chicago Press. ISBN 978-0226063348
- Thomas Couture and the Eclectic Vision (1980), Yale University Press. ISBN 978-0300021585
- The Academy and French Painting in the Nineteenth Century (1971), Phaidon Press Ltd. ISBN 978-0300037326

### Artigos selecionados
- "Le Musee des copies", Gazette des Beaux-Arts, 1964
- "Seurat and Piero della Francesca", Art Bulletin, 1965
- "A Source for Van Gogh's Potato-Eaters", Gazette des Beaux Arts, 1966
- "Roy Lichtenstein and the Comic Strip", Art Journal, 1968
- "Monkey Drawings by Seurat and Pisanello, Burlington Magazine,1969
- "Thomas Couture and the Evolution of Nineteenth-Century French Painting", Art Bulletin, 1969
- "Did Girodet Sign Somebody Else's Work?" Gazette des Beaux Arts, 1969
- "Georges Rouault and the Academic Curriculum, Art Journal, Fall 1969
- "Stony Brook Architecture: A Promising Future After a Dull Beginning", Stony Brook Union, 1970
- "Notes on Daubigny's Early Chronology", Art Bulletin, 1970
- "A Visit to Mondrianland", Arts Magazine, 1970
- "The Salon des Refuses and the Evolution of Modern Art", The Art Quarterly, 1970
- "George Sauter's Bridal Morning", American Art Journal, 1970
- "Shica Greenberg and Jewish Art", Dimensions in American Judaism, 1970
- "Picasso's Night Fishing at Antibes: One More Try", Journal of Aesthetics, 1970
- "An Unpublished Petition Exemplifying the Oneness of the Community of Nineteenth-Century French Artists", Journal of the Warburg and Courtauld Institutes, 1970
- "The Second Republic's Contest for the Figure of the Republic", Art Bulletin, 1971
- "Jean-Leon Gerome, Henry Rousseau's Sleeping Gypsy and the Academic Legacy", The Art Quarterly, 1971
- "Cosmic Artifacts: Works in Lucite by Ron Lusker", Art Journal, 1971–1972
- "Thomas Nast and French Art", American Art Journal, 1972
- "Ingress et Egress chez Ingres", Gazette des Beaux Arts, 1973
- "New Light on Manet's Execution of Maximilian", The Art Quarterly, Fall 1973
- "Ryder and Newman", Art News, January 1974
- "We Don't Want to Set the World on Fire, We just Want to Start a Flame in Your Heart", in Catalogue, Art Pompier: Anti-Impressionism, Hofstra University, 1974
- "Strictly Academic: Life Drawing in the Nineteenth Century", Catalogue essay, Binghamton, 1974
- "Charles Gleyre and the Evolution of 19th-Century Painting", em Charles Gleyre, Ensaio de catálogo, Lausanne, Switzerland, 1974
- "Sources for Millais's Christ in the House of His Parents", Gazette des Beaux-Arts, 1975
- "Entrepreneurial Patronage in Nineteenth-Century France", em Enterprise and Entrepreneurs in 19th and 20th Century France, the Johns Hopkins University Press, Baltimore and London, 1976
- "The Teaching Reforms of 1863 and the Origins of Modernism in France", Art Quarterly, 1977
- "Don DeMauro and the Struggle Against the Artist's Mystique", Catalogue essay, Binghamton, 1977
- "The Image of the Drummer Boy in Nineteenth-Century Painting", Bulletin of the Detroit Institute of the Arts, January 1978
- "There is Some Accounting for Taste", Burlington Magazine, 1978
- "Les hommes d'affaires et les arts in France au 19eme siecle", Actes de la recherche, 1979 (adaptação francesa do artigo anterior)
- "The Second Empire Exhibition", Histoire et critique des arts, No. 11–12, 1979
- "Marmontel's Belisarius and David's Pre-Revolutionary Progressivism", Art History, 1980
- "The Enrollment of the Volunteers and the Revolution of 1848", in Thomas Couture and the Painting of History, catálogo Museu de Arte, 1980
- "Ford Madox Brown Carlyle, and Karl Marx: Meaning and Mystification of Work in the Nineteenth Century", Arts Magazine, 1981
- "Newman, Ryder, Couture and Hero-Worship in Art History", The American Art Journal, 1981
- "The Case of Rosa Bonheur: Why should a Woman be more like a man?" Art History, 1981
- "Les magnats americains a la conquete de l'art francais", L'histoire, 1982
- "American culture and the revival of the French Academic Tradition", Arts Magazine, 1982
- "The Unhappy Medium: An Exchange", The New York Review of Books, 21, 1982
- "The Teaching of Fine Arts and the Avant-Garde in France during the second half of the Nineteenth-Century", VII Colloquium of the Instituto de Investigaciones Esteticas, 1982
- "The Second Empire's Official Realism", em The European Realist Tradition, Bloomington, Indiana, 1982
- "Lawrence Fane: The Sculpture in Pursuit of his Quarry", Ensaio de catálogo para Marilyn Pearl Gallery, 1982
- "Gerome and the Bourgeois Artist's Burden", Arts Magazine, January 1983
- "Oller and 19th-Century Puerto Rican Nationalism", in Francisco Oller, A Realist-Impressionist, Museo de Art, Ponce, 1983
- "The Prix de Rome: Images of Authority and threshold of Official Success", Art Journal, Vol. 44, 1984
- "Van Gogh's Starry Night: A History of Matter and a Matter of History, Arts Magazine, 1984
- "Declassicizing the Academic: A Realist View of Ingres", Art History, 1985
- "The Quasi-Open Contests of the Quasi-Legitimate July Monarchy", Arts Magazine, 1985
- "Francisco Oller and the Image of Black People in the Nineteenth Century", Horizontes: Revista de la Universidad Catolica de Puerto Rico, Ponce, P.R., vol. 28, 1985
- "William Blake and the Industrial Revolution", Art Magazine, 1985
- "The Teaching of Fine Arts and the Avant-Garde in France during the Second Half of the Nineteenth Century", Arts Magazine, 1985
- "Liberty: Inside Story of a Hollow Symbol", In These Times, 11–24, 1986
- "Caspar David Friedrich: The Monk at the Seaside", Arts Magazine, 1986
- "Painted Pomp: Setting the World on Fire", FMR, 1986
- "The Macchiaioli and The Risorgimento", essay for catalogue, Frederick S. Wight Art Gallery, University of California, Los Angeles, 1986 tradução italiana "I Macchiaioli e l'America", Congresso Italiano, 1992)
- "Sargent in Paris and London: Portrait of the Artist as Dorian Gray", ensaio para o catálogo John Singer Sargent, Whitney Museum of American Art, 1986
- "La Statue de la Liberte: une icone vide", le debat,–May 1987 ("Ein alterer Schlauch. Zur Geschichte der Freiheits-statue", Freibeuter 38, 1989 - adaptação alemã do trabalho acima)
- "Political Signification and Ambiguity in the Oil Sketch", Arts Magazine, 1987
- "The Macchiaioli: Art and History", Arts Magazine, January 1988
- "Jacques-Louis David, Scatalogical Discourse in the French Revolution, and The Art of Caricature", Arts Magazine,1988 (reimpresso no Catálogo French Caricature and the French Revolution, 1789–1799, editado por James Cuno, UCLA, 1988
- "Burgoo and Bourgeois: Thomas Noble's Images of Black People", ensaio para o catálogo de Thomas Noble, University of Kentucky Art Museum, 1988
- Foreword to Andrew W. Brainerd, The Infanta Adventure and the Lost Manet, Long Beach, Michigan City, Indiana: Reichl Press 1988
- "Blacks in Shark-Infested Water: Visual Encodings of Racism in Copley and Homer", Smithsonian Studies in American Art, 1989
- "Caspar David Friedrich", article for Electa History of European Society, vol. 2, The Age of Revolutions: 1776–1815, 1989
- "Olin Levi Warner's Defense of the Paris Commune", Archives of American Art Journal, 1989
- "The Chocolate Venus, Tainted Pork, Wine Blight the Tariff: Franco-American Soup at the Exposition Universelle of 1889", em Catalogue for Pennsylvania Academy of Fine Arts, Paris 1889: American Artists at the Universal Exposition, publicado por Henry Abrams, 1989
- "The 1848 Contests for the Symbolic figure of the Republic as a Vent for Domestic and Foreign Reaction, Album Amicorum, Kenneth C. Lindsay, 1990
- "Seurat and the Scientific Approach to History Painting", Historie und Historienmalerei in der Malerei des 19. und 20. Jahrhunderts, ed. por Ekkehard Mai, Munique, 1990. Trad, "Seurat: Building a Utopia from a City in Ashes", The Journal of Art, 1991
- "The Responses of Two Prussian Painters to the Revolutions of 1848", Art History, 1990
- "Waving the Red flag and Reconstituting Old Glory", Smithsonian Studies in American Art, 1990
- Preface to Lois Fink, American Artists at the Paris Salons, Cambridge University Press, 1990
- "Turner's Slave-Ship and the Condition of England", Turner Studies, Summer 1990
- "Gericault and Georget: Images of Monomaniacs to Service the Alienist's Monomania", Oxford Art Journal, 1990
- "Patriarchy fixed in Stone", American Art,/Spring, 1991
- "Alfred Rethel's Counterrevolutionary Death Dance", Art Bulletin, 1991
- "Louis-Leopold Boilly's Reading of the XIth and XIIth Bulletins of the Grande Armee", Zeitschrift für Kunstgeschichte, 1992
- "Leaves of Grass and Real Allegory: A Case Study of International Rebellion", Walt Whitman and the Visual Arts, eds, G. M. Sill and R. K. Tarbell, Rutgers University Press, 1992
- "The Sketch and Caricature as Metaphors for the French Revolution", Zeitschrift für Kunstgeschichte, 1992
- "Les Themes du Serment: David et la Franc-Maconnerie", David contre David, Paris, 1993
- "The Postwar Definition of Self: Marisol's Yearbook Illustrations for the Class of '49", American Art, 1993
- "Manet's Bar at the Folies- Bergere as an Allegory of Nostalgia", Zeitschrift für Kunstgeschichte, No. 2, 1993
- The Art of the Macchia and the Risorgimento: Art and Nationalism in Nineteenth-Century Italy, University of Chicago Press, 1993
- "Henry Ossawa Tanner's Subversion of Genre", Art Bulletin, 1993
- "Going to Extremes over the Juste Milieu", in The Popularization of Images Visual Culture under the July Monarchy, Princeton University Press, 1994
- "Ryder on a Gilded Horse", Zeitschrift für Kunstgeschichte, 1994
- "The Americanization of El Greco" (para International Symposium celebrating 450th Anniversary of the painter on Crete, El Greco em Creta, 1995
- "Perestroika and the Toppling of the Statues", Totalitarianisms and Traditions, 1995
- "Van Gogh and Thomas Nast", em Hofstra University publication of Van Gogh symposium, 1996

### Críticas
- "Academic Yes, Decadent No", The New York Times, 29, 1969
- "A Landscapist for all Seasons and Dr. Jekyll and Martin Heade", Burlington Magazine, 1970
- "A la Mode and Haute Couture", Burlington Magazine, 1970
- "The Uncrowned Touches of Thomas Couture", Thomas Couture: Drawings and Some Oil Sketches. 1971, Shepherd Gallery
- "Le Deroulement des Enroles", Preface Thomas Couture exhibition, Beauvais, França, 1971
- "The Comic Stripped and Ash Canned", review of the Catalogue The Art of the Comic Strip, Art Journal, 1973
- Review of Hugh Honour's The Image of the Black in Western Art, vol. IV, The New York Times Book Review,1989
- "Vincent and Theo: a Tale of Two Brothers", Zeitschrift für Kunstgeschichte, 1994